# Taktisches Licht
Ein Taktisches Licht (engl. Tactical Light, kurz Taclight) ist eine Leuchte, die gemeinsam mit einer Schusswaffe verwendet wird. Die Leuchte ist in der Regel an der Waffe (bei Kurzwaffen unterhalb des Laufs) befestigt, damit die Waffe mit beiden Händen geführt werden kann oder eine Hand für andere Tätigkeiten frei ist. Zusätzlich sind auch Kombinationen mit einem Laseraufsatz möglich.

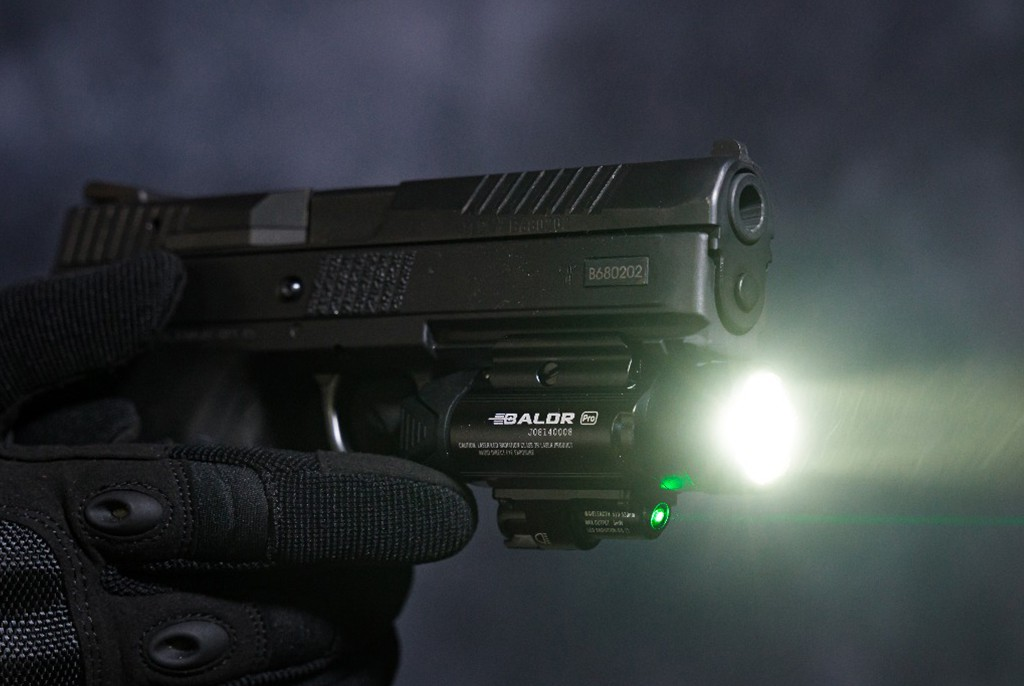
Taktisches Licht an einer CZ P-09 Pistole (Ceska Zbrojovka)

Ein möglicher Nachteil ist, dass keine Dinge oder Personen angeleuchtet werden können, ohne auch die Waffe auf diese zu richten. Außerdem können lose Leuchten bei entsprechender Größe und Stabilität auch als Hiebwaffen verwendet werden.
Taclights wurden entwickelt, da sich in kriminalistischen Studien herausstellte, dass ein großer Teil von behördlichen Einsätzen wie zum Beispiel Geiselbefreiungen oder Festnahmen bei schlechten Lichtverhältnissen stattfinden. Außerdem kann das gleichzeitige Halten einer Leuchte das Führen einer Waffe erschweren oder bei einer Langwaffe unter Umständen gar nicht möglich sein. Technisch sind Taktische Lichter nicht auf den Einsatz von sichtbarem Licht beschränkt, es gibt auch Versionen mit Infrarotlicht, die für die Verwendung mit Nachtsichtgeräten konzipiert sind. Außerdem gibt es auch dimmbare Varianten sowie Ausführungen mit Blitzlichteffekten – letztere sollen angestrahlte Personen irritieren und so deren Handlungsfähigkeit einschränken.
Die Bundeswehr verwendet beim G36 das LLM01.

## Montage

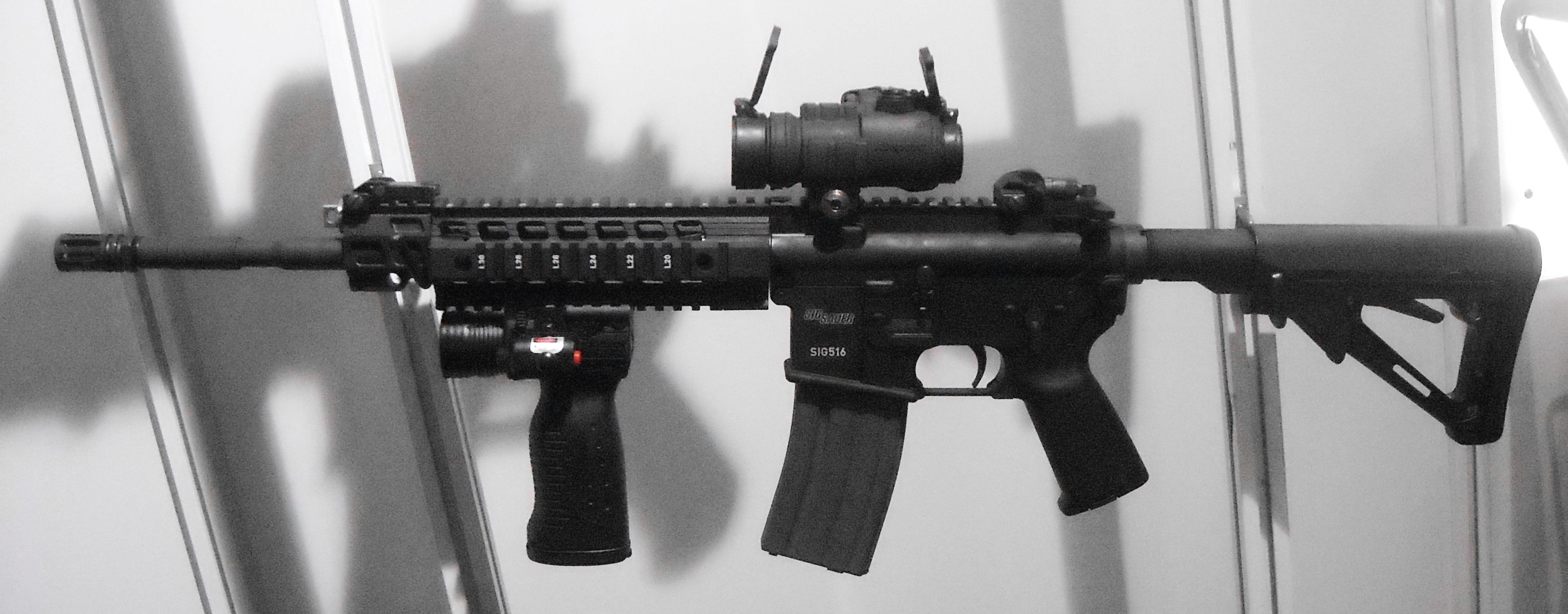
Sturmgriff eines SIG SG 516 mit integriertem taktischen Licht montiert an einer Picatinny-Schiene

Je nach Waffe werden Taclights unter dem oder seitlich am Lauf angebracht, bei Waffen mit Montageschiene kann das Taclight auch an dieser befestigt werden. Damit der Benutzer das Licht jederzeit schnell ein- bzw. ausschalten kann, ist der Bedienschalter an einer ergonomisch vorteilhaften Position, meist am Griff, angebracht.

## Rechtslage

### Deutschland
In Deutschland ist für Privatpersonen durch das Waffengesetz jegliche Form der Zielbeleuchtung oder -markierung verboten, die für die Montage an Schusswaffen und ihnen gleichgestellten Gegenständen bestimmt ist.

### Österreich
In Österreich sind Gewehrscheinwerfer seit 1. Januar 2019 erlaubt.